# Euphorbia armstrongiana
Euphorbia armstrongiana là một loài thực vật có hoa trong họ Đại kích. Loài này được Boiss. mô tả khoa học đầu tiên năm 1862.